# Siphona geniculata
Siphona geniculata là một loài ruồi trong họ Tachinidae.